# أوزوالد جاكوبي
أوزوالد جاكوبي (بالإنجليزية: Oswald Jacoby)‏ هو لاعب الجسر ‏ ومؤلف وكاتب العمود أمريكي، ولد في 8 ديسمبر 1902 في بروكلين في الولايات المتحدة، وتوفي في 27 يونيو 1984 في دالاس في الولايات المتحدة.

## وصلات خارجية
- أوزوالد جاكوبي على موقع الموسوعة البريطانية (الإنجليزية)